# Rue Montaut
Pour les articles homonymes, voir Montaut.
La rue Montaut est une voie bayonnaise (Pyrénées-Atlantiques), située dans le quartier du Grand Bayonne.

## Situation et accès
La rue Montaut s'étend de la rue des Prébendés à proximité de la cathédrale, à la place Montaut, vers la rue Vieille-Boucherie. Elle croise les rues de Luc et Sabaterie.

## Origine du nom
La rue tire son nom de la famille de Montaut, qui y ont construit leur maison en 1529.

## Historique
Jusqu'au XVIe siècle, la partie nord voire la rue entière formait sans doute la rue des Hasters, Hastiers, Asters ou encore Astiers, du nom de la confrérie des tailleurs de lance puis d'aviron,.
Elle prend sa dénomination actuelle vers la fin du XVIe siècle.

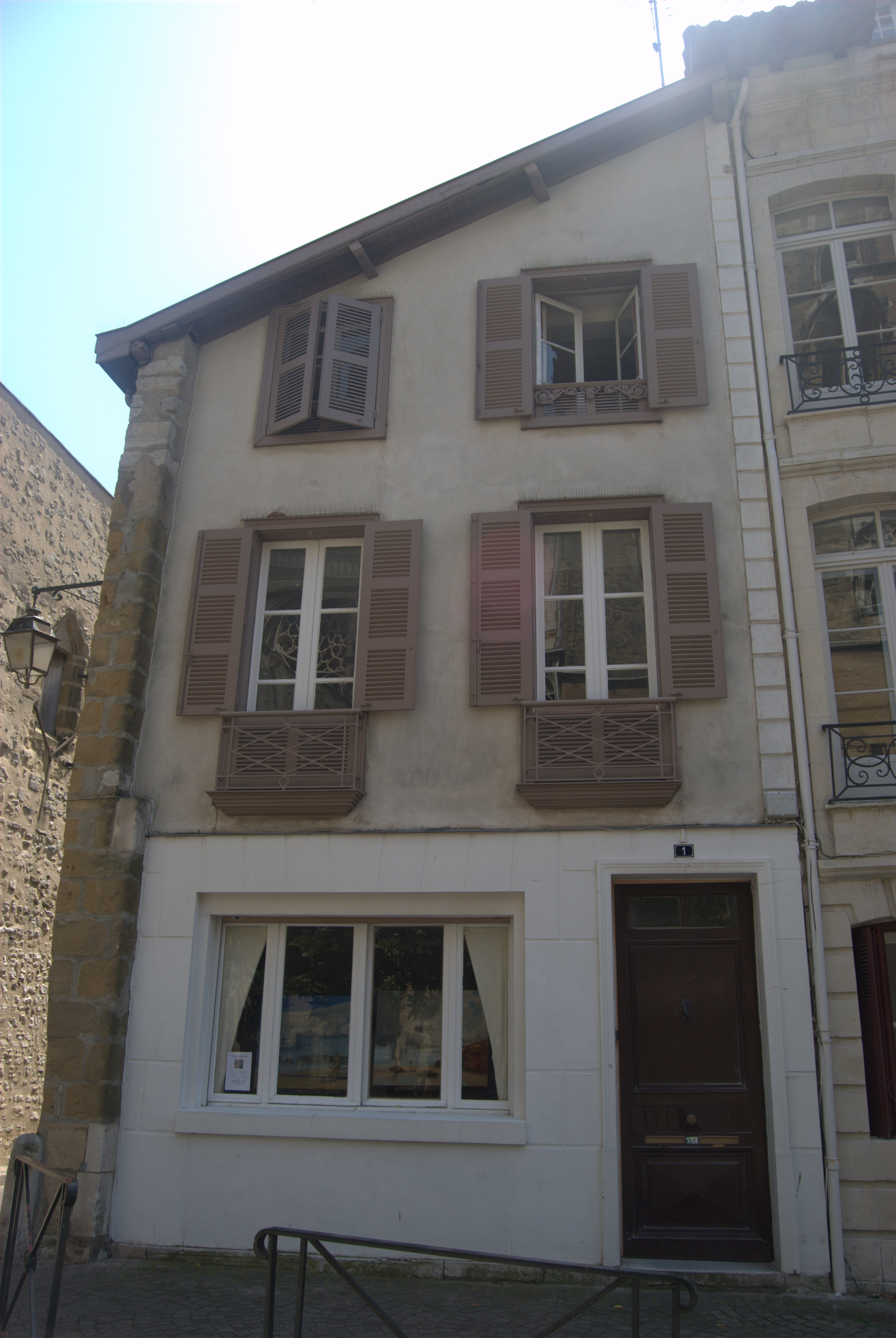
La maison Saubist.

Le sous-sol de la maison Saubist, à l'angle des rues Montaut et des Prébendés, daté de la première moitié du XIVe siècle, a été classé à l'inventaire général des monuments historiques par arrêté du 29 décembre 1927.
La confrérie des Hasters, qui aurait occupé la rue, aurait déménagé au début du XVIIe siècle, alors que la rue avait pris le nom de Montaut. Dans la maison de ceux-ci ont séjourné Élisabeth de France puis Anne d'Autriche en 1615, ainsi que Henri II de Bourbon-Condé en 1638, et enfin ma reine douairière d'Espagne, Marie-Anne de Neubourg, expulsé d'Espagne par le roi Philippe V y vécut en exil de 1708 jusqu'en 1738. Elle y reçut sa nièce Élisabeth Farnèse qui allait épouser Philippe V en 1714. En 1721, le duc de Saint-Simon ne pouvait s'empêcher de remarquer la modicité du train de vie de la reine. Le bâtiment a été détruit en 1908.
Le couvent de Sainte-Claire a été construit en 1688 à l'angle des rues Montaut et Sabaterie. En 1789, il y avait treize ou quatorze religieuses dans ce couvent.

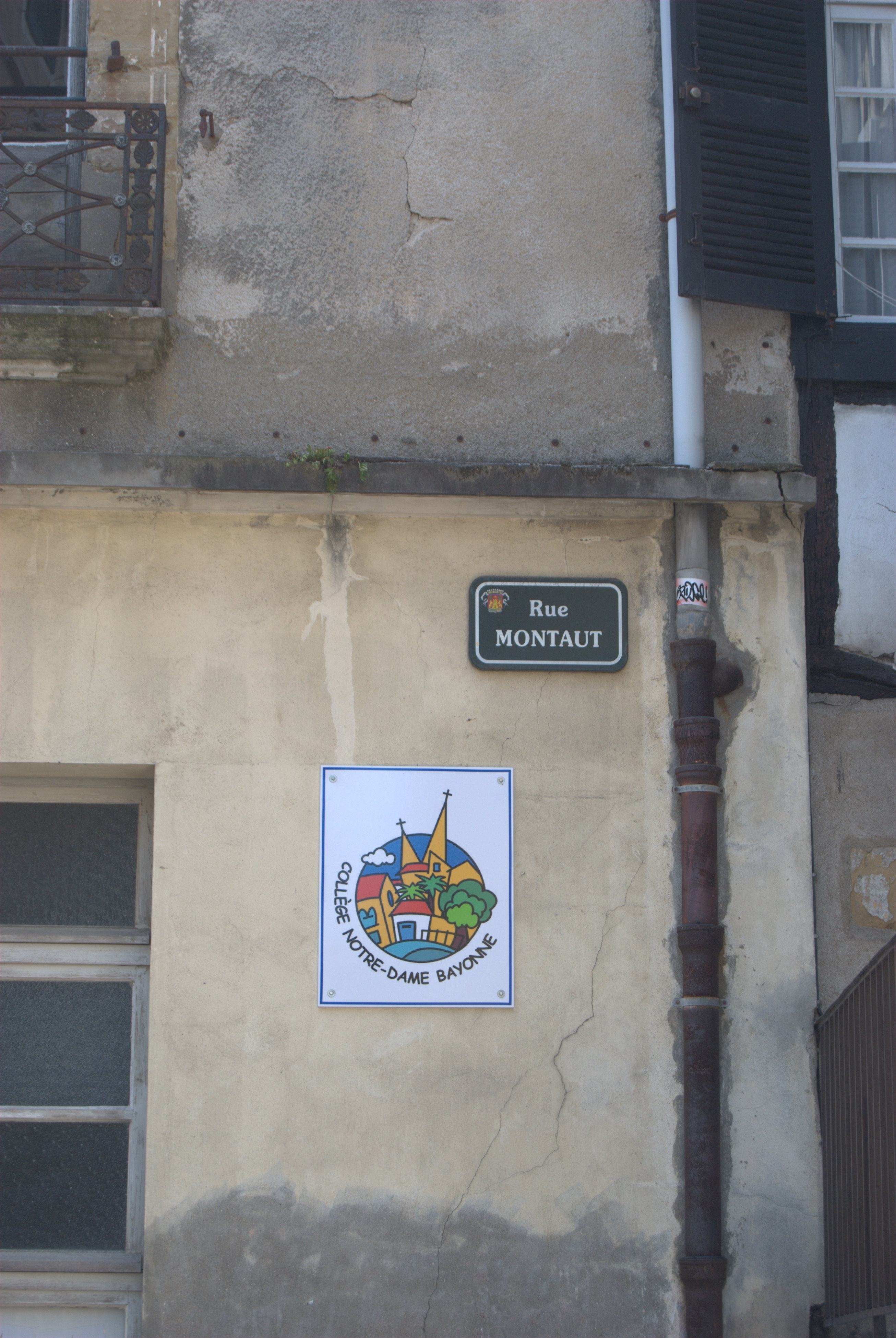
Panneaux indiquant la rue Montaut et le collège Notre-Dame.

Une école primaire supérieure se situait dans la maison de Montaut durant quelques années à partir de 1834 puis divers lieux d’enseignement privés ou laïques se situaient dans la rue ou aux alentours. Depuis 1979, le collège Notre-Dame, privé sous contrat d’association avec l’État, est situé au 4,rue Montaut.